# Кафедра патологічної фізіології Національного медичного університету імені О. О. Богомольця
Кафедра патологічної фізіології, також раніше кафедра загальної патології — кафедра Медичного факультету Київського університету Святого Володимира, Київського медичного інституту та Національного медичного університету ім. О. О. Богомольця, яка забезпечує викладання курсу патологічної фізіології студентам університету та проводить дослідження в цій галузі.
У різні роки кафедрою завідували видатні вчені Никанор Адамович Хржонщевський, Володимир Підвисоцький, Володимир Ліндеман, Василь Комісаренко, Микола Сиротинін та інші. На кафедрі сформувалася одна з трьох у Російській імперії шкіл патофізіології, засновником якої є Володимир Підвисоцький, а продовжувачем — Олександр Богомолець та його учні.

## Історія

### Організація кафедри
Згідно з університетським статутом Російської імперії 1863 року на медичних факультетах мала з'явитися окрема кафедра загальної патології. У попередніх статутах загальна патологія мала викладатися або разом з фізіологією (Статут 1835 року), або разом з патологічною анатомією (Статут 1842 року).
З 1845 року на медичному факультеті Київського університету почала працювати кафедра патологічної фізіології з патологічною анатомією, якою завідував патологоанатом Микола Козлов. З 1854 року кафедру очолював Юлій Мацон. Читався лише розділ загальної патології в курсі патологічної анатомії.

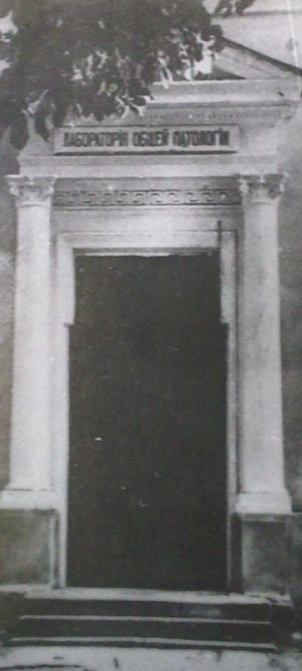
Лабораторія загальної патології у Києві

Рішення про створення кафедри загальної патології в Київському університеті було прийнято 1868 року. 7 грудня 1868 року відбулося засідання Ради університету, на якому професор Василь Покровський запропонував кандидатуру доцента Харківського університету Никанора Хржонщевського на посаду професора кафедри гістології. Проте на цю посаду ще раніше був висунутий професор Петро Перемежко, тому за спільною згодою на пропозицію декана медичного факультету Юлія Мацона Хржонщевського обрали ординарним професором і завідувачем вакантної кафедри загальної патології, яка стала однією з перших подібних кафедр у Російській імперії,.
Хржонщевський працював на кафедрі разом зі своїм учнем Миколою Афанасьєвим, який помер від тифу в 1878 році. Надалі він читав лекції та проводив лабораторні дослідження практично наодинці, оскільки окрім професора-завідувача кафедра мала ще лише одну посаду лаборанта-прибиральника.
У 1875 році біля анатомічного театру було побудовано окрему одноповерхову будівлю, де розмістилася лабораторія загальної патології.
Перші патофізіологічні дослідження на створеній кафедрі стосувалися патології судинно-рухових нервів та запалення, емболічного інфаркту, порушення ниркового кровообігу тощо.

### Розвиток київської школи патофізіології
З 1888 року кафедру очолив Володимир Підвисоцький, учень гістолога Петра Перемежка, який став засновником київської школи патофізіології. Його учні Олександр Богомолець, Данило Заболотний, Олександр Маньківський, Лев Тарасевич розвинули його ідеї в галузі патофізіології інфекційних, нервових захворювань, патології сполучної тканини.
З 1900 року завідувачем кафедри був зоолог і патофізіолог Володимир Ліндеман, учень професора Московського університету Олександра Фохта. Під його керівництвом здійснювалися експериментальні дослідження патологій, зокрема вперше змодельовано цитотоксичний нефрит. Його учень Олексій Кронтовський вперше пересадив тварині пухлинні клітини, викликавши розвиток ракового захворювання.
У 1918 році під час подій української революції в Українському народному університеті (як став називатися Київський університет) було вперше створено кафедру для читання курсу патологічної фізіології українською мовою. Україномовну кафедру очолив Микола Вашетко, учень Володимира Ліндемана.

### У Київському медичному інституті
У 1921 році медичний факультет було перетворено на Київський медичний інститут. Після втечі Ліндемана у Польщу деякий час продовжували існувати дві кафедри патофізіології. Одну очолював Вашетко, другою завідував інший учень Ліндемана Олексій Кронтовський. Після 1924 року кафедри було знову об'єднано.

## Завідувачі кафедри

### Медичний факультет
- Никанор Хржонщевський 1863—1888 рр.;
- Володимир Підвисоцький 1888—1900 рр.;
- Володимир Ліндеман 1900—1922 рр.;

### Київський медичний інститут
- Микола Вашетко 1922—1931 рр.;
- Кронтовський Олексій Антонович 1923—1924
- Татаринов Євген Олександрович 1931—1950 рр.;
- Василь Комісаренко 1950—1955 рр.;
- Микола Сиротинін 1955—1960 рр.;
- Микола Никифорович Зайко 1960—1986 рр.;

### Національний медичний університет
- Юрій Вікторович Биць 1986—2008
- Микола Васильович Кришталь 2009—2017
- Панова Тетяна Іванівна 2018-2022
- Зябліцев Сергій Володимирович 2022-

## Відомі випускники
- Антоненко Віталій Тимофійович (1959), співробітник кафедри (1962—1969)
- Савченко Іван Григорович (1888), співробітник кафедри (1888—1895)